# Barsebäcks slott
Barsebäcks slott är ett slott i Barsebäcks socken i Kävlinge kommun.
Slottet ligger i Barsebäcks by. År 1339 blev Barsebäck omnämnt som sätesgård. Det verkar i början av 1400-talet tillhört en släkt med namnet Barsebäck. Därefter har slottet tillhört släkterna Brock, Ulfstand, Podebusk, Rantzau, Thott, Rosenmarck, Langenhielm och Stobée. Nuvarande byggnads äldsta delar härrör från 1500-talet. 
Gustaf David Hamilton köpte 1743 godset och restaurerade inom kort den vanvårdade egendomen, och lät 1767 göra den till fideikommiss inom sin släkt. En ny ombyggnad gjordes 1889 av den danske arkitekten Grandsow, då slottet fick sitt nuvarande utseende. Slottet ägs fortfarande av släkten Hamilton. Det är inte tillgängligt för allmänheten.